# Ешенбах (Санкт-Галлен)
Ешенбах (нім. Eschenbach SG) — громада  в Швейцарії в кантоні Санкт-Галлен, виборчий округ Зее-Гастер.

## Географія
Громада розташована на відстані близько 120 км на схід від Берна, 45 км на південний захід від Санкт-Галлена.
Ешенбах має площу 54,9 км², з яких на 8,4% дозволяється будівництво (житлове та будівництво доріг), 55,5% використовуються в сільськогосподарських цілях, 35,5% зайнято лісами, 0,7% не є продуктивними (річки, льодовики або гори).

## Демографія
2019 року в громаді мешкало 9584 особи (+12,4% порівняно з 2010 роком), іноземців було 16%. Густота населення становила 175 осіб/км².
За віковим діапазоном населення розподілялося таким чином: 21,3% — особи молодші 20 років, 61,1% — особи у віці 20—64 років, 17,6% — особи у віці 65 років та старші. Було 3895 помешкань (у середньому 2,4 особи в помешканні).
Із загальної кількості 4188 працюючих 395 було зайнятих в первинному секторі, 1943 — в обробній промисловості, 1850 — в галузі послуг.